# A&E
A&E (siglas de Arts & Entertainment) es un canal de televisión por suscripción estadounidense. El canal se centró originalmente en la programación biografías, documentales, y series (en especial de dramas criminales y misterios), pero más tarde se ha expandido para incluir telerrealidad.

## Historia
Actualmente llega a más de 85 000 000 de hogares sólo en Estados Unidos y Canadá. 
Esta cadena emite en Estados Unidos, Canadá, Latinoamérica y emitió en Reino Unido e Irlanda, España y Portugal desde el 1 de octubre de 2014, para luego ser reemplazado por Blaze. Pertenece a A+E Networks, del que son miembros History, Lifetime, H2, Military History Channel, Crime & Investigation Network y el propio A&E Network.
A&E Television Network es una alianza entre Hearst Corporation (50 %) y The Walt Disney Company (50 %). La cadena resultó de la fusión en 1984 de ARTS, el Alpha Repertory Television Service, lanzado en 1981 por Hearst/ABC Video Services, y The Entertainment Channel, creado por NBC en 1982.
Las señales en alta definición, con formato de 1080i y pantalla de 16:9, se denominan A&E HD, fue lanzado al aire el 4 de septiembre de 2006 en EE. UU. y en 2012 en Latinoamérica.
El 28 de octubre de 2016, el programa telerrealidad Live PD estrenó; el suceso de este programa y otras programas relacionados que estrenó a principios de la década de 2010 resultaron en la discontinuación de las series Bates Motel, Longmire, y Unforgettable. Live PD fue cancelada por la cadena el 10 de junio de 2020 debido a demostraciones que ocurrió después la muerte de George Floyd.